# 't Schaep met de 5 pooten
 't Schaep met de 5 pooten is een Nederlandse komische televisieserie, uitgezonden door de KRO, met in de hoofdrollen Adèle Bloemendaal, Piet Römer en Leen Jongewaard. De eerste reeks werd in het seizoen 1969-1970 uitgezonden en werd door gemiddeld 6 miljoen mensen bekeken. De serie werd geschreven door Eli Asser, de muziek was van Harry Bannink. De serie leverde een aantal populaire liedjes op: We zijn toch op de wereld om mekaar te helpen, niewaar?, Het zal je kind maar wezen, As je mekaar niet meer vertrouwen kan en Vissen. De serie won in 1970 de Gouden Televizier-Ring.
In 2006 volgde er een remake van  't Schaep, met onder anderen Loes Luca, Pierre Bokma, Marc-Marie Huijbregts, Carry Tefsen en Georgina Verbaan. De remake werd gevolgd door nog vier series. In 2009 won de tweede serie, 't Vrije Schaep, de Zilveren Nipkowschijf.

## Verhaal

### Jaren 70
De serie draait rond de belevenissen van een Jordaans buurtcafé, genaamd 't Schaep, met een focus op de leefwereld van enkele vaste stamgasten uit het café. In en rond het buurtcafé, gemodelleerd naar het café Rooie Nelis aan de Laurierstraat 101 in de Amsterdamse Jordaan, nemen de stamgasten de nieuwste buurtroddels door. Zo vormt op dat moment onder meer de nakende affaire tussen kroegeigenaar Kootje en zijn buurvrouw Doortje een niet-komische rode draad in de serie. Het merendeel van de afleveringen haalt zijn humor en verhaalverloop uit misverstanden, die in veel gevallen worden veroorzaakt door de nieuwsgierigheid van de verschillende personages uit de serie.  
In de tweede reeks heeft kroegeigenaar Kootje de Beer zijn café in de Jordaan verkocht en van de opbrengsten daarvan heeft hij een camping in de duinen gekocht. Zijn vaste stamgasten uit het bruine café brengen hun zomer door op de camping. Eind jaren zeventig heeft Kootje zijn Camping 't Vrije Schaep terug moeten geven aan de natuur en is werkloos geworden. Doortje baalt ervan dat haar affaire met Kootje niet heeft geleid tot een echte verhouding. Tevens is Kootjes jarenlange rechterhand Lukas, zijn vriend Sjon achternagereisd naar Spanje. Lukas en Sjon zijn aldaar aan de Spaanse kust een pension begonnen. Op de verjaardag van Doortje ontbreekt Lukas; sinds lange tijd heeft niemand meer iets van Lukas vernomen. De relatie tussen Sjon en Lukas is in een crisis beland en het pension loopt absoluut niet. De Amsterdamse vrienden besluiten om gezamenlijk naar Spanje af te reizen om Lukas weer in het zadel te helpen.

### Jaren 80
Enkele jaren na het Spaanse avontuur wonen Kootje en Door eindelijk samen in Amsterdam. Samen besluiten ze om weer een kroeg te beginnen in de Jordaan. Het is crisis en de buurt is veranderd. De vriendschap met de vaste stamgasten van het eerste uur komt onder druk te staan. Niet veel later laat Doortje zich een bouwkavel in Almere aansmeren door een Joodse makelaar. Kootje wil niet weg uit Amsterdam en is woedend. De stress wordt Kootje te veel en trekt zijn huwelijksaanzoek aan Door in. 
In de vierde reeks heeft Kootje een cruise gewonnen over de Rijn en neemt Door mee op de MS Alexander. Door verheugt zich op een vakantie zonder vaste stamgasten Arie, Riek, Greet, Huibie, Lukas en Lena, maar tot haar grote schrik varen zij allemaal gezellig mee. Nog voor het schip goed en wel uitvaart wordt de kapitein getroffen door een hartaanval. Riek ziet haar kans schoon en schuift Arie naar voren als kapitein. Tevens neemt de rest van de Amsterdammers de dagelijkse leiding van de cruise over. Op de vrienden na hebben alle passagiers het schip na een week verlaten. Het schip komt in noodweer terecht en de vraag is of alle passagiers het er levend vanaf brengen.

## Uitzendingen
De eerste serie van  't Schaep met de 5 pooten werd vanaf 24 oktober 1969 door de KRO uitgezonden. De hoofdrollen werden gespeeld door Piet Römer als Kootje de Beer, Leen Jongewaard als Lukas Blijdschap en Adèle Bloemendaal als Doortje Lefèvre. De serie hield al na acht afleveringen op. De opvolger Citroentje met suiker, waarvan de liedjes niet door Harry Bannink maar door Joop Stokkermans werden geschreven, kon het succes niet evenaren.
De opnames van de serie zijn verloren gegaan, omdat de banden waarop het programma stond hergebruikt werden om andere programma's op te nemen. Deze banden werden in die tijd hergebruikt, omdat de banden duurder waren dan de cast en decors bij elkaar. Alleen de compilatie van tien liedjes, die op tweede kerstdag 1970 werd uitgezonden, is bewaard gebleven. Na het succes van de remake in 2006 verscheen deze compilatie op dvd.
Eind 2006 is er een remake van de serie door de KRO uitgezonden, geschreven door Frank Houtappels, met onder anderen Loes Luca, Pierre Bokma, Marc-Marie Huijbregts, Carry Tefsen en Georgina Verbaan. De remake werd geregisseerd door onder anderen Frank Krom, Pieter van Rijn en Norbert ter Hall.
't Vrije Schaep is een vervolg op de remake en speelt op een camping. De acht afleveringen werden uitgezonden van 2 januari 2009 t/m 20 februari 2009. 
't Spaanse Schaep is een vervolg op de twee eerdere series – het speelt zich af in een Spaans hotel. Deze serie van acht afleveringen werd uitgezonden van 5 december 2010 t/m 23 januari 2011. 
Voor nieuwe belevenissen en verwikkelingen was begin 2013 de vierde reeks 't Schaep in Mokum op televisie te zien, waarin de hoofdrolspelers weer terug zijn op Amsterdamse bodem.
Twee jaar later waren alle vrienden (op opoe Withof na) weer te aanschouwen voor een vijfde seizoen, getiteld Schaep Ahoy. Dit keer was er geen vaste locatie, maar speelde het verhaal zich af op een Hollandse cruise. Deze serie werd uitgezonden in voorjaar 2015.

## Afleveringen

### Seizoen 1 (1969/1970)
| Nr. | Titel                                               | Uitzenddatum NL  |
| --- | --------------------------------------------------- | ---------------- |
| 1   | We benne op de wereld om mekaar te helpen, niewaar? | 24 oktober 1969  |
| 2   | De beschadigde bokser                               | 21 november 1969 |
| 3   | Het zal je kind maar wezen!                         | 19 december 1969 |
| 4   | Je gaat te ver... Door!                             | 16 januari 1970  |
| 5   | Een kastelein is ook een mens                       | 13 februari 1970 |
| 6   | Blijf zitten waar je zit                            | 13 maart 1970    |
| 7   | Kontrakt is kontrakt                                | 10 april 1970    |
| 8   | Blijf uit onze buurt!                               | 8 mei 1970       |

### Seizoen 1 (2006/2007)
| Nr. | Titel                                               | Uitzenddatum NL  | Kijkcijfers NL    |
| --- | --------------------------------------------------- | ---------------- | ----------------- |
| 1   | We benne op de wereld om mekaar te helpen, niewaar? | 3 december 2006  | 1.983.000 kijkers |
| 2   | De beschadigde bokser                               | 10 december 2006 | 1.246.000 kijkers |
| 3   | Het zal je kind maar wezen!                         | 17 december 2006 | 1.307.000 kijkers |
| 4   | Je gaat te ver... Door!                             | 24 december 2006 | 730.000 kijkers   |
| 5   | Een kastelein is ook een mens                       | 7 januari 2007   | 1.388.000 kijkers |
| 6   | Contract is contract                                | 14 januari 2007  | 1.447.000 kijkers |
| 7   | Als je mekaar niet meer vertrouwen kan              | 21 januari 2007  | 1.323.000 kijkers |
| 8   | Blijf uit onze buurt!                               | 28 januari 2007  | 1.267.000 kijkers |

### Seizoen 2 (2009)
| Nr. | Titel                   | Uitzenddatum NL  | Kijkcijfers NL    |
| --- | ----------------------- | ---------------- | ----------------- |
| 1   | Camping 't Vrije Schaep | 2 januari 2009   | 2.005.000 kijkers |
| 2   | Ik doe wat ik doe       | 9 januari 2009   | 1.863.000 kijkers |
| 3   | Pastorale               | 16 januari 2009  | 1.580.000 kijkers |
| 4   | Jacqueline              | 23 januari 2009  | 1.806.000 kijkers |
| 5   | Sjon                    | 30 januari 2009  | 1.696.000 kijkers |
| 6   | Houdt 't dan nooit op?  | 6 februari 2009  | 1.972.000 kijkers |
| 7   | Ellie                   | 13 februari 2009 | 1.833.000 kijkers |
| 8   | Amsterdamsch parfum     | 20 februari 2009 | 1.829.000 kijkers |

### Seizoen 3 (2010/2011)
| Nr. | Titel            | Uitzenddatum NL  | Kijkcijfers NL    |
| --- | ---------------- | ---------------- | ----------------- |
| 1   | Hallo, gezellig! | 5 december 2010  | 2.470.000 kijkers |
| 2   | Patrick          | 12 december 2010 | 2.426.000 kijkers |
| 3   | Trudy            | 19 december 2010 | 2.452.000 kijkers |
| 4   | Jopie            | 26 december 2010 | 1.982.000 kijkers |
| 5   | Pablo            | 2 januari 2011   | 2.215.000 kijkers |
| 6   | Raquel           | 9 januari 2011   | 2.387.000 kijkers |
| 7   | Harrie           | 16 januari 2011  | 2.694.000 kijkers |
| 8   | Opoes Rapsodie   | 23 januari 2011  | 2.614.000 kijkers |

### Seizoen 4 (2013)
| Afl. | Uitzenddatum     | Titel                     | Aflevering informatie | Kijkcijfers |
| ---- | ---------------- | ------------------------- | --- | ----------- |
| 1    | 7 januari 2013   | Brand in Mokum            | Amsterdam, de jaren tachtig. Na hun Spaanse avontuur zijn de vrienden terug in de Jordaan. Het is crisis, de buurt is veranderd. De vriendschap komt onder druk te staan. Opoes wijze raad wordt node gemist: zij is gaan hemelen. Tot haar eigen verbazing is geen enkel afscheid zo definitief als het lijkt. Opoe keert terug, maar of ze daar nou wat mee opschieten.                                                                                               | 1.957.000   |
| 2    | 14 januari 2013  | Hassan                    | Riek moet aan het werk; ze wil bij Greet in de fournituren zaak. Maar Greet heeft zonder overleg al ene 'Hassan' aangenomen. Door is in de overgang en voelt zich oud. Lena moet op zoek naar een nieuwe woning, maar stort zich liever in het uitgaansleven. Met een beetje hulp van Opoe lost Lukas op geheel eigen wijze Lena's woningnood op. | 1.826.000   |
| 3    | 21 januari 2013  | Hennie                    | Door heeft het idee dat de vrijgezelle Jacqueline achter Kootje aanzit en ziet zich genoodzaakt in te grijpen. Lukas, Lena en Lorenzo wonen tot ieders tevredenheid samen. Tot Lukas' moeder onaangekondigd op de stoep staat en Lukas' leven gebaseerd lijkt op leugens. En al is de leugen nog zo snel, een Brabantse moeder achterhaalt haar wel. | 1.822.000   |
| 4    | 4 februari 2013  | Triller                   | De verjaardag van Opoe komt eraan en niemand weet hoe en of je zoiets moet vieren. Ko is onder de indruk van het overlijden van een leeftijdsgenoot. Als twee ongelukken op één dag hem confronteren met zijn eigen sterfelijkheid, biedt zelfs een heuse psychiater geen uitkomst. Opoe wil helpen, maar ze maakt Ko met haar verschijning alleen maar verder overstuur.                                                                                               | 1.871.000   |
| 5    | 11 februari 2013 | Jannie                    | Arie stuit op een zwerfster en herkent in haar zijn lang verloren zuster Jannie. Maar Riek weigert daarin mee te gaan. Greet twijfelt aan Rieks motieven, gaat op onderzoek uit, en verliest zich in liefdadigheid. Lena bakt dubieuze taarten voor de coffeeshop aan de overkant, en wekt daarmee de argwaan van Kootje. Lukas en Door zijn juist nieuwsgierig geworden naar het fenomeen coffeeshop en storten zich, gesteund door Opoe, in een bijzonder experiment. | 1.715.000   |
| 6    | 18 februari 2013 | Almere                    | Door valt van de trap en breekt haar been. Bedwelmd door pijnstillers laat ze zich een bouwkavel in Almere aansmeren door een Joodse makelaar. Kootje wil niet weg uit Amsterdam en is woedend. Riek blijkt nogal wat vooroordelen te hebben. Maar heeft ze die over makelaars of tegenover het hele Joodse volk? Tot overmaat van ramp is Lena over tijd. | 1.743.000   |
| 7    | 25 februari 2013 | Geen woning, geen kroning | Riek en Aries huis is bijna af, Kootje doet Door eindelijk een huwelijksaanzoek, Beatrix wordt gekroond tot koningin. Alles lijkt goed te gaan, dus Opoe is niet meer nodig. | 1.678.000   |
| 8    | 4 maart 2013     | De bruiloft               | Arie dreigt Lena, Ellie en de overige krakers met een knokploeg uit zijn huis te laten zetten. De stress wordt Kootje te veel, hij trekt zijn huwelijksaanzoek aan Door in.... | 1.657.000   |

### Seizoen 5 (2015)
| Afl. | Uitzenddatum  | Titel           | Aflevering informatie | Kijkers   |
| ---- | ------------- | --------------- | --- | --------- |
| 1    | 14 maart 2015 | All inclusive   | Kootje heeft een cruise gewonnen over de Rijn en neemt Door mee op de MS Alexander. Door verheugt zich op een vakantie zonder Arie, Riek, Greet, Huibie, Lukas en Lena, maar tot haar grote schrik varen zij allemaal gezellig mee. Als de kapitein tijdens het welkomstwoordje wordt getroffen door een hartaanval, neemt Arie op aandringen van Riek het roer over.                                                                                 | 2.017.000 |
| 2    | 21 maart 2015 | Broeders hoeder | De MS Alexander meert aan in de Hanzestad Deventer, alwaar colporteur Cees met een C zoals elke reis zijn verkoopavond aan boord organiseert. Riek weet al snel een geldelijke deal te maken met Cees, terwijl Lena meer in zijn lichaam geïnteresseerd is. Huib geeft Arie zwemles, maar door een onderonsje met Lukas en Kootje over een hendel en een nippeltje, verzuipt Arie. Huib heeft heimwee en mag van Greet naar de tweeling en naar huis. | 1.363.000 |
| 3    | 4 april 2015  | Moordspel       | Doordat de boot 's nachts stil moet blijven liggen in het Tjeukemeer krijgt Lukas het idee om een moordspel te spelen. De Amsterdamse vrienden vinden een verkleedkist die vol zit met kleding uit de jaren 30. Het moordspel krijgt een plotselinge wending waarbij de waterpolitie dient te worden ingeschakeld. | 1.580.000 |
| 4    | 11 april 2015 | De Zonnebloem   | Eenmaal in Maastricht aangemeerd komt Stichting De Zonnebloem aan boord van de MS Alexander. Een van de begeleiders is Doors oude liefde Lutz Lehman. Een van de cliënten is de gehandicapte Manuela, zij blijkt de oude jeugdliefde van Arie te zijn. | 1.374.000 |
| 5    | 18 april 2015 | Volendam        | Het cruiseschip is inmiddels via een omweg aangekomen in Volendam alwaar de passagiers door een stel mysterieuze ogen in de gaten worden gehouden. Op meerdere plaatsen verschijnt het woord "WAAROM?". Er zitten trouwringen verstopt in de Volendamse klederdracht van Lena en Riek vindt een verdord trouwboeket op haar kussen | 1.419.000 |
| 6    | 25 april 2015 | België          | De MS Alexander vaart door de Vlaamse wateren waar seksuologe Lieve van Aarsgebeuren en haar man, de tandarts Yves aan boord komen. Zij worden door Riek uitgenodigd voor captains' diner. De Amsterdamse vrienden bereiden zich voor op een Vlaamse Ballroom Dancing wedstrijd. Alleen is het vinden van een danspartner niet voor eenieder even gemakkelijk. De liefde tussen Barend en Lukas wordt steeds heviger.                                 | 2.290.000 |
| 7    | 2 mei 2015    | De Kaping       | In het Friese Joure ontmoet Lena een oud-klasgenoot, de Molukse Ramona. Samen met haar broers heeft Ramona andere plannen met de boot en haar onschuldige passagiers en tracht zij deze uit te werken. | 1.734.000 |
| 8    | 9 mei 2015    | De Lorelei      | Op de Amsterdamse vrienden na hebben alle passagiers het schip verlaten. De MS Alexander legt koers naar Duitsland. Lukas begint vanuit zijn hut Radio Blijdschap, zijn programma's bestaan uit adviezen over uit de kast komen en hij draait continu Duitse klassiekers. Het schip komt in noodweer terecht en de vraag is of alle passagiers het er levend vanaf brengen.                                                                           | 1.926.000 |

## Rolbezetting

### Rolbezetting 1969
| Hoofdrollen           | Hoofdrollen           |
| --------------------- | --------------------- |
| Doortje Lefèvre       | Adèle Bloemendaal     |
| Kootje de Beer        | Piet Römer            |
| Lukas Blijschap       | Leen Jongewaard       |
| Lena Braams           | Willeke van Ammelrooy |
| Arie Balk             | Cor Witschge          |
| Huipie van Duivenbode | Piet Hendriks         |
| Gastrollen            |                       |
| Rosita Lefèvre        | Edda Barends          |
| Tinus                 | Ben Hulsman           |
| Nico Lefèvre          | Kees Brusse           |
| Opoe Withof           | Wiesje Bouwmeester    |

### Rolbezetting 2006
| Hoofdrollen           | Hoofdrollen           |
| --------------------- | --------------------- |
| Doortje Lefèvre       | Loes Luca             |
| Kootje de Beer        | Pierre Bokma          |
| Lukas Blijdschap      | Marc-Marie Huijbregts |
| Opoe Withof           | Carry Tefsen          |
| Lena Braams           | Georgina Verbaan      |
| Arie Balk             | Ton Kas               |
| Riek Balk             | Jenny Arean           |
| Huipie van Duivenbode | Laus Steenbeeke       |
| Greet van Duivenbode  | Bianca Krijgsman      |
| Gastrollen            |                       |
| Bokser Lowietje       | Theo Maassen          |
| Rosita Lefèvre        | Jelka van Houten      |
| Rooie Rita            | Adèle Bloemendaal     |
| Freddy                | Michiel Huisman       |
| Nico Lefèvre          | Jack Wouterse         |
| Willem Braams         | Huub van der Lubbe    |
| Pablo                 | Beppe Costa           |
| Meneer Wegenwijs      | Gerard Cox            |
| Mevrouw Wegenwijs     | Wieteke van Dort      |
| Irma Bastiaanse       | Liz Snoijink          |
| Siep Lakenhal         | Arjan Ederveen        |
| Schilder              | Lange Frans           |
| Verhuizer Toon        | Tygo Gernandt         |
| Van Grevelingen       | Aat Ceelen            |
| prostituee Dolly      | Annet Malherbe        |

## Theater
In 2002 werd 't Schaep met de 5 pooten uitgevoerd in het theater, met Clous van Mechelen als Kootje, Marjan Luif als Doortje, Rob van de Meeberg als Lukas en Ellen Pieters als Lena.
| Rol               | DeLaMar 2019             | Rondreizende productie 2019-2020   |
| ----------------- | ------------------------ | ---------------------------------- |
| Kootje de Beer    | Jeroen van Koningsbrugge | Paul Groot (acteur), Remko Vrijdag |
| Doortje Lefèvre   | Eva Van der Gucht        | Eva Van der Gucht                  |
| Lena Braams       | Jeske van de Staak       | Jeske van de Staak                 |
| Riek Balk         | Ellen Pieters            | Ellen Pieters, Annick Boer         |
| Arie Balk         | John Buijsman            | John Buijsman                      |
| Lukas Blijdtschap | Wart Kamps, Tim Kamps    | Wart Kamps, Tim Kamps              |
| Opoe Withof       | Jetty Mathurin           | Jetty Mathurin                     |

Het scenario wordt geschreven door Raoul Heertje.

## Discografie 1969

### Albums
| Album met eventuele hitnotering(en) in de Nederlandse Album Top 100                               | Datum van verschijnen | Datum van binnenkomst | Hoogste positie | Aantal weken | Opmerkingen  |
| ------------------------------------------------------------------------------------------------- | --------------------- | --------------------- | --------------- | ------------ | ------------ |
| Liedjes uit 't Schaep met de 5 pooten                                                             | 21-01-1970            | 14-02-1970            | 2               | 10           | Gouden plaat |
| Ach, als je maar gezond bent zeg ik altijd maar... (Nieuwe liedjes uit 't Schaep met de 5 pooten) | 1970                  |                       |                 |              |              |

### Singles
| Single met eventuele hitnotering(en) in de Nederlandse Top 40 | Datum van verschijnen | Datum van binnenkomst | Hoogste positie | Aantal weken | Opmerkingen |
| ------------------------------------------------------------- | --------------------- | --------------------- | --------------- | ------------ | ----------- |
| We zijn toch op de wereld om mekaar te helpen, niewaar?       | 1969                  | 15-11-1969            | 6               | 10           | Alarmschijf |
| Het zal je kind maar wezen                                    | 1969                  | 03-01-1970            | 5               | 11           |             |
| Als je mekaar niet meer vertrouwen kan...                     | 1970                  | 28-03-1970            | 16              | 4            |             |
| Als je maar gezond bent zeg ik altijd maar...                 | 1970                  | 06-06-1970            | tip             | -            |             |

### Liederen per aflevering (2006)
Aflevering 1
- Vissen - Pierre Bokma, Marc-Marie Huijbregts, Ton Kas en Laus Steenbeeke
- Lena is weer bezig - Loes Luca, Jenny Arean en Bianca Krijgsman
- We benne op de wereld om mekaar te helpen, niewaar? - Marc-Marie Huijbregts, Pierre Bokma, Loes Luca, Jenny Arean en Carry Tefsen

Aflevering 2
- De medische wetenschap - Marc-Marie Huijbregts, Loes Luca, Jenny Arean en Carry Tefsen
- Bijlmermeer - Loes Luca, Pierre Bokma en Marc-Marie Huijbregts
- Eenzame bokser - Pierre Bokma

Aflevering 3
- Zeg maar dag met je handje - Pierre Bokma, Marc-Marie Huijbregts, Carry Tefsen, Ton Kas en Laus Steenbeeke
- Freddy/Nico - Jelka van Houten en Loes Luca
- Het zal je kind maar wezen - Loes Luca, Adèle Bloemendaal, Pierre Bokma, Marc-Marie Huijbregts en Carry Tefsen

Aflevering 4
- Waar vind je tegenwoordig nog een goeie timmerman? - Marc-Marie Huijbregts
- Je gaat te ver, Door! - Pierre Bokma en Loes Luca
- Mensenlief, waar gaan we toch naar toe? - Huub van der Lubbe, Loes Luca, Marc-Marie Huijbregts, Pierre Bokma, Carry Tefsen en Georgina Verbaan

Aflevering 5
- Een kastelein is ook een mens - Pierre Bokma
- Hoe maak ik mij verstaanbaar in Spanje? - Marc-Marie Huijbregts, Beppe Costa, Ton Kas en Laus Steenbeeke
- Doe, doe, doe water bij de wijn - Wieteke van Dort, Loes Luca, Carry Tefsen en Marc-Marie Huijbregts

Aflevering 6
- Tien dagen bakken in de zon - Marc-Marie Huijbregts, Pierre Bokma en Carry Tefsen
- Het Schaep! - Marc-Marie Huijbregts, Pierre Bokma, Ton Kas, Laus Steenbeeke, Carry Tefsen, Bianca Krijgsman, Georgina Verbaan en Jenny Arean
- De nachten zijn te kort - Carry Tefsen, Georgina Verbaan, Jenny Arean en Bianca Krijgsman

Aflevering 7
- Blijf zitten waar je zit - Carry Tefsen, Loes Luca, Pierre Bokma, Georgina Verbaan en Marc-Marie Huijbregts
- Altijd wat - Marc-Marie Huijbregts
- Als je mekaar niet meer vertrouwen kan - Loes Luca, Pierre Bokma, Marc-Marie Huijbregts en Carry Tefsen

Aflevering 8
- Blijf uit onze buurt - Pierre Bokma, Loes Luca, Laus Steenbeeke en Ton Kas
- Greetje en Jansie - Jenny Arean en Bianca Krijgsman
- Als je maar gezond bent, zeg ik altijd maar - Pierre Bokma, Ton Kas, Loes Luca, Georgina Verbaan, Marc-Marie Huijbregts, Laus Steenbeeke, Carry Tefsen, Bianca Krijgsman en Jenny Arean